# Bogusław Samol
Bogusław Samol (ur. 26 lutego 1959 w Kraśniku Fabrycznym) – generał broni Wojska Polskiego w stanie spoczynku, były dowódca MNC NE, obecnie wykładowca na Akademii Sztuki Wojennej.

## Życiorys
Syn Czesława i Kazimiery, brat Andrzeja. Absolwent Wyższej Szkoły Oficerskiej Wojsk Pancernych im. Stefana Czarnieckiego w Poznaniu, Wojskowej Akademii Wojsk Pancernych w Moskwie, Akademii Obrony Narodowej w Warszawie, Studiów Podyplomowych UAM Poznań, NATO Defense College w Rzymie oraz Wyższych Studiów Polityki Obronnej w Narodowym Uniwersytecie Obrony w Waszyngtonie. Od 1998 do 2004 dowodził 10 Brygadą Kawalerii Pancernej im. gen. broni Stanisława Maczka w Świętoszowie. Od sierpnia 2004 był zastępcą Szefa Generalnego Zarządu Rozpoznania Wojskowego (P-2) Sztabu Generalnego WP. W końcu 2004 roku opuścił P-2 i przeszedł do P-5 (Generalny Zarząd Planowania Strategicznego). W dniu 3 maja 2008 r. awansowany na stopień generała dywizji. Decyzją Ministra Obrony Narodowej z dniem 1 września 2009 roku został wyznaczony na stanowisko dowódcy 16 Pomorskiej Dywizji Zmechanizowanej. 10 grudnia 2010 r. oficjalnie objął obowiązki Zastępcy Szefa Sztabu ISAF ds. Zasobów (DCOS Resources). 2 kwietnia 2012 objął stanowisko zastępcy dowódcy Wielonarodowego Korpusu Północno-Wschodniego w Szczecinie, by następnie 19 grudnia 2012 zostać jego dowódcą. Postanowieniem Prezydenta RP z dnia 1 sierpnia 2013 r. awansowany do stopnia generała broni, nominację odebrał 15 sierpnia. Przeniesiony do rezerwy kadrowej MON. W latach 2016–2017 doradzał wiceministrowi obrony narodowej Tomaszowi Szatkowskiemu w przygotowaniu Strategicznego Przeglądu Obronnego. W lutym 2018 r. odszedł z armii.

## Awanse
- podporucznik – 1982
- porucznik – 1985
- kapitan – 1988
- major – 1992
- podpułkownik – 1996
- pułkownik – 1999
- generał brygady – 2002[10]
- generał dywizji – 2008[11]
- generał broni – 2013[6]

## Odznaczenia
- Brązowy Krzyż Zasługi – 1997[12]
- Wojskowy Krzyż Zasługi z Mieczami – 2012[13]
- Gwiazda Afganistanu – dwukrotnie: 2011 (udekorowany w 2012[14]) oraz 2013[15]
- Złoty Medal „Siły Zbrojne w Służbie Ojczyzny” – 2013[15]
- Srebrny Medal „Siły Zbrojne w Służbie Ojczyzny” – 1998
- Brązowy Medal „Siły Zbrojne w Służbie Ojczyzny” – 1987
- Złoty Medal „Za zasługi dla obronności kraju” – 1999
- Srebrny Medal „Za zasługi dla obronności kraju” – 1994
- Odznaka Honorowa Złota Zasłużony dla Województwa Dolnośląskiego – 2018[16]
- Krzyż honorowy Bundeswehry w Złocie – Niemcy, 2003[17]
- Odznaka absolwenta National Defense University – Stany Zjednoczone
- Medal NATO za misję ISAF